# Lista de jogos para Ouya
Esta é uma lista de videojogos anunciados ou lançados para a consola Ouya.

## Jogos
| Título                             | Desenvolvedor(es)                       | Data de lançamento  |
| ---------------------------------- | --------------------------------------- | ------------------- |
| 100 Rogues                         | Dinofarm Games                          | Agosto 2013         |
| 2D Cube Zombie Platformer          | Molinware                               | TBA                 |
| Abbigale And The Monster           | Renegadeware                            | Março 2013          |
| AirMech                            | Carbon Games                            | Março 2013          |
| Bacteria - Arcade Edition'         | SinisterSoft Limited                    | Julho 2013          |
| The Ball                           | Tripwire Interactive                    | Março 2013          |
| The Banner Saga: Factions          | Stoic                                   | TBA                 |
| The Bard's Tale'                   | inXile Entertainment                    | Maio 2013           |
| Bombball                           | E McNeill                               | TBA                 |
| Broken Age                         | Double Fine Productions                 | TBA                 |
| Bubbliminate                       | Voxoid                                  | Setembro 2013       |
| The Cave                           | Double Fine Productions                 | TBA                 |
| Canabalt HD                        | Semi Secret Software                    | TBA                 |
| ChronoBlade                        | nWay Games                              | TBA                 |
| DONUT GET!                         | Sokay LLC                               | Março 2013          |
| Echoes of Eternia'                 | E.o.E.Games                             | Maio 2013           |
| Egypt Reels of Luxor'              | Software Amusements                     | Junho 2013          |
| Fez                                | Polytron Corporation                    | 2013                |
| Final Fantasy III                  | Square Enix                             | Março 2013          |
| Giana Sisters                      | Bad Monkee                              | Abril 2013          |
| Giana Sisters: Twisted Dreams      | Black Forest Games                      | TBA                 |
| Gravi                              | Hashbang Games                          | Julho 2013          |
| Gridlock                           | Ludometrics                             | Agosto 2013         |
| Gunblitz                           | Rapture Game Studios                    | Março 2013          |
| Human Element                      | Robotoki                                | 2015                |
| Hyper Light Drifter                | Heart Machine                           | 2014                |
| Johnny Scraps: Clash of Dimensions | Immersive Douro                         | 2014                |
| King of Booze                      | Daygames                                | 6 de junho de 2013  |
| Legend of Dungeon                  | RobotLovesKitty                         | Março 2013          |
| Legends of Aethereus               | ThreeGates                              | TBA                 |
| Mercenary Kings                    | Tribute Games                           | TBA                 |
| Offensive Combat                   | U4iA Games                              | TBA                 |
| Out of This World                  | Delphine Software                       | 17 de setembro 2013 |
| Pier Solar HD                      | WaterMelon Co.                          | December 2013       |
| Rival Threads: Last Class Heroes   | Studio Kontrabida                       | TBA                 |
| Saturday Morning RPG               | Mighty Rabbit Studios                   | Março 2013          |
| Shadowgun                          | MADFINGER Games                         | Junho 2013          |
| Shadowrun Online                   | Cliffhanger Productions                 | Novembro 2013       |
| Sine Mora                          | Digital Reality Grasshopper Manufacture | Agosto 2013         |
| Somyeol HD'                        | Brain Connected                         | Outobro 2013        |
| Sonic the Hedgehog 4: Episode I>   | Sega                                    | 8 de julho de 2013  |
| Sonic the Hedgehog 4: Episode II   | Sega                                    | 8 de julho de 2013  |
| Sonic the Hedgehog CD              | Sega                                    | 1 de agosto de 2013 |
| Soul Fjord                         | Airtight Games                          | ?                   |
| Super Retro Squad                  | Exploding Rabbit                        | 2014                |
| Survival Ball                      | Rockbyte Software                       | Setembro 2013       |
| Towerfall                          | Matt Thorson                            | Junho 2013          |
| Tropical Treasures 2 Deluxe'       | Software Amusements                     | 9 de julho de 2013  |
| Vacant Sky Awakening               | Project BC                              | TBA                 |
| Vendetta Online                    | Guild Software                          | TBA                 |
| The Vestibule                      | Project BC                              | 3 de abril de 2013  |
| The Walking Dead: Season One       | Telltale Games                          | 2014                |
| The Walking Dead: Season Two       | Telltale Games                          | TBA                 |
| Whispering Willows                 | Night Light Interactive                 | TBA                 |
| Wrecking Balls Arena               | Team Kakumei                            | Agosto 2013         |
| Critical Missions: SWAT Free       | Studio OnMars                           | Agosto 2013         |
| Gulag                              | Duston Allen                            | Janeiro 2016        |

## Emuladores
| Título           | Desenvolvedor(es) | Equipamento emulado                       | Data de lançamento |
| ---------------- | ----------------- | ----------------------------------------- | ------------------ |
| SuperGNES        | Bubble Zap Games  | Super Nintendo                            | Março 2013         |
| Mupen64Plus Ouya | Paul Lamb         | Nintendo 64                               | Março 2013         |
| FrodoC64         | Paul Lamb         | Commodore 64                              | TBA                |
| FPse             | Emusoft           | PlayStation                               | 2013               |
| EMUya            | Oriku Inc         | NES, Game Boy, Atari 2600, Super Nintendo | Março 2013         |
| nds4droid        | emozilla          | Nintendo DS                               | Abril 2013         |

## Aplicações
| Título            | Desenvolvedor(es)            | Data de lançamento |
| ----------------- | ---------------------------- | ------------------ |
| Crunchyroll       | Crunchyroll Inc.             | Novembro 2013      |
| iHeartRadio       | Clear Channel Communications | Março 2013         |
| Plex Media Center | Plex, Inc.                   | Junho 2013         |
| TuneIn            | TuneIn Inc                   | Abril 2013         |
| TwitchTV          | Justin.tv                    | Março 2013         |
| Vevo              | Vevo                         | TBA                |
| XBMC              | Team XBMC                    | Março 2013         |